# Remeco
Remeco ist ein männlicher Vorname aus Holland; Abstammend vom Heiligen Remigius von Reims (um 436; † 13. Januar 533 in Reims)
In Paraguay trägt eine Provinz den Namen Remeco.
Das Österreichische Meisterteam 2009 und Vizeeuropameister 2009 der Damen in Faustball heißt SV Remeco Reichel SSB. Das Team ist von einem Österreichischen Sachverständigenbüro aus PR Gründen übernommen worden. Ehemals war der Verein unter ÖTB Neusiedl bekannt.
In Rumänien hat eine Elektrofachfirma den Namen Remeco als Firmennamen ausgewählt.